# Khu vực dãy núi Greater Blue
Khu vực Dãy núi Greater Blue là một Di sản thế giới nằm ở Dãy núi Blue của New South Wales, Úc. Khu vực rộng 1.032.649 hécta (2.551.730 mẫu Anh) đã được UNESCO công nhận là Di sản thế giới từ năm 2000.

## Mô tả
Khu vực này là một trong những vùng cao nguyên gồ ghề có những vách đá tuyệt đẹp, thung lũng sâu, vùng núi khó tiếp cận, những con sông và hồ nước đầy sự sống. Các loài động thực vật quý hiếm sống ở khu vực tự nhiên này liên quan đến một câu chuyện phi thường về sự cổ xưa của Úc. Đây là câu chuyện về sự tiến hóa của thảm thực vật bạch đàn độc đáo của Úc và các cộng đồng động thực vật có liên quan.
Khu vực dãy núi Greater Blue có diện tích 10.300 kilômét vuông (4.000 dặm vuông Anh) của cảnh quan rừng trên cao nguyên sa thạch, kéo dài 60 đến 180 kilômét (37 đến 112 mi) từ Quận thương mại trung tâm Sydney. Tại đây bao gồm những vùng đất hoang vu rộng lớn và có diện tích tương đương với gần một phần ba của Bỉ, hoặc gấp đôi kích thước của Brunei.
Nó bao gồm 8 khu vực được bao vệ, ngăn cách bởi một hành lang phát triển giao thông đô thị là: Khu bảo tồn Hang động Jenolan, Vườn quốc gia Dãy núi Blue, Wollemi, Yengo, Nattai, Kanangra-Boyd, Gardens of Stone, Các hồ Thirlmere.